# Coccoloba spruceana
Coccoloba spruceana är en slideväxtart som beskrevs av Gustav Lindau. Coccoloba spruceana ingår i släktet Coccoloba och familjen slideväxter. Inga underarter finns listade i Catalogue of Life.